# .укр
De domeinnaamextensie .укр is de Cyrillische vorm van de domeinnaamextensie voor Oekraïne.